# Louise Malmström
Louise Maria Malmström, född 18 april 1972 i Kvillinge församling i Östergötlands län, är en svensk politiker (socialdemokrat). Hon var ordinarie riksdagsledamot 2002–2014, invald för Östergötlands läns valkrets.
I riksdagen var hon ledamot i utbildningsutskottet 2002–2014. Hon var även suppleant i justitieutskottet och kulturutskottet.
Malmström är utbildad gymnasielärare och filosofie doktor i utbildningsvetenskap. Hon arbetar inom folkhögskollärarutbildningen vid Linköpings universitet. Sedan 2013 är hon även med och driver Söderköpings bokhandel.